# Marcus Junius Brutus (frère de Lucius Junius Brutus)
Pour les articles homonymes, voir Iunius Brutus.
Marcus Junius Brutus II est un sénateur romain semi-légendaire du VIe siècle av. J.-C.

## Histoire
Fils de Marcus Junius Brutus I et de Tarquinia, la fille de Tarquin l'Ancien, Marcus est le frère du fondateur de la République romaine Lucius Junius Brutus. Marcus aurait été assassiné durant le complot de 509 av. J.-C. qui visait à restaurer la monarchie des Tarquins,,.
Marcus Junius Brutus est un des ancêtres de la gens romaine des Junii.